# 통상조항
통상조항(通商條項, commerce clause)은 미국 연방헌법 제1조 제8절의 "외국간, 각 주 상호간 및 인디언 부족과의 통상을 규율하는 권한을 가진다"고한 조항을 말한다.

## 의의
이 조항은 연방정부가 보유한 대부분의 규제권한의 뒷받침한다. 이 조항이 미국 사법 역사에서 차지하는 비중은 정말 큰데 주법에 대해 연방법원이 위헌판단을 내릴 수 있는 근거조항으로 작용함으로써 연방 의회의 권위를 주 의회보다 우위에 서게끔 하였다.

### 통상의 의미
전기, 가스, 전신, 전화, TV, 라디오, (교육 자료 및 보험의 판매 포함) 메일 전송 등의 상태 라인에 걸쳐 모든 전송, 주간 통상에 포함된다.

### 적용대상
즉, 연방의회는 특정 유통경로ㆍ유통시설이 주 상호간의 상거래에 사용되거나, 특정 상거래가 2 개 州 이상의 미국경제에 영향을 미치는 경우에는 당해 유통경로ㆍ유통시설 또는 당해 상거래를 규제할 수 있다.
특정 유통경로ㆍ시설이 州 상호간의 상거래에 사용되기 때문에 연방의회의 규제대상이 되는 예로서는 상품 자체, 교통수단, 도로, 식당, 숙박업소 및 유통시설 등 다양하다. 최근에는 2 개 이상의 주에 관련되어야 한다는 조건이 완화되어 상거래'행위'가 1 개의 州에서 발생한 경우에도 그 당해 상거래행위에 사용되는 '유통경로 수단 및 유통시설도 규제의 대상이 되고, 당해 상거래가 2개 州 이상의 미국경제에 영향(national economic effect)을 미친 경우 등은 상거래규제에 포함된다.

### 누적효과이론
특정 상거래가 절대적으로 1 개 州 안에서만 이루어지는 경우를 제외하고는 대부분의 상거래가 다른 州에도 조금씩은 영향을 미치게 되는바, 연방대법원은 특정 상거래가 다른 州에 미미하나마 경제적 영향을 미친다고 판단되는 경우에는 소위 누적효과이론을 적용하여 연방의회의 규제대상에 포함되는 것으로 인정하고 있다.

## 사례
- 연방법률이 암을 유발하는 것으로 알려진 화학 물질을 포함하는 식품의 판매 및 재판매를 전국적으로 금지하는 것은 통상조항에 근거한다.
- 긴 청문회 후, 연방의회는 짝퉁 약물의 판매는심각한 보건상 문제를 야기하는 것으로 보고 이런 약물의 제조, 유통, 및 처방을 금지하는 포괄적인 법률을 제정한다면 이는 통상조항에 근거한다.

## 주요판례
1. 기번스 대 옥덴 사건
2. NLRB v. Jones & Laughlin Steel Corp
3. 미국 대 다비 사건
4. 위커드 대 필번 사건
5. Perez v. U.S
6. 애틀랜타 호텔 대 미국 사건
7. 캐천백 대 매클렁 사건

## 참고 문헌
- 이상윤, 영미법-개정판, 박영사, 2000.
- 이상돈, 미국의 헌법과 대통령제, 2012 ISBN 9788996821229